# Lijst van scooters
Lijst van scootermodellen per fabrikant.

## Lijst
- Aprilia
  - Aprilia Area 51
  - Atlantic
  - Mojito
  - Scarabeo
  - Aprilia SR
  - Aprilia Rally
  - Aprilla RS
  - Aprilia Sonic
- Beta
  - Ark
  - Cyclo
  - Eikon
- CPI
  - Hussar
  - Popcorn
  - Oliver City
  - GTR
- Derbi
  - Atlantis
  - Boulevard
  - GP1
  - Predator
- Ebretti
  - Ebretti 318
  - Ebretti 518
- eeeeFUN
  - e25
  - e45
  - e45GT
  - e80
- Gilera
  - Runner
  - Stalker
  - ICE
  - DNA
- Heinkel
  - Tourist
- Honda
  - Aero
  - Elite
  - Scoopy
  - SFX
  - Vision
  - SH150i
  - X8RS
  - Wallaroo PK50
- Italjet
  - Dragster
  - Formula
- IVA
  - IVA E-GO S3
  - IVA E-GO S4
  - IVA E-GO S5
  - IVA GTE
  - IVA Jet
  - IVA Lux
  - IVA Sublime
  - IVA Venice
  - IVA Venti
- Malaguti
  - F10
  - Phantom F12
  - Firefox F15
- Novox
  - Novox C10
  - Novox C20
  - Novox C50
- Peugeot
  - Buxy
  - Elyseo
  - Elystar
  - JetForce
  - Kisbee
  - Ludix
  - Metal-x
  - METROPOLIS
  - Speedfight
  - Speedfight 2
  - Speedfight 3
  - Speedfight 4
  - Rapido
  - SC 50 L
  - Speedake
  - SV50
  - V-Clic
  - Vivacity
  - Zenith
- Piaggio
  - Diesis
  - ET2
  - ET4
  - Fly
  - MP3
  - NRG mc2/mc3
  - Sfera
  - Typhoon
  - Liberty
  - Zip
- Puch
  - Maxi
- scooterking
  - Cruiser
  - Dragon
  - Quest
  - Urban
- Senzo
  - Senzo GT2
  - Senzo Rivalux
  - Senzo Rivalux Electric
  - Senzo Urban
  - Senzo Grace
  - Senzo SP50
  - Senzo Prestige
  - Senzo
- Stinger
  - One
  - Frog
  - Orca
- Suzuki
  - AY50
  - Burgman
  - Estilette
  - Katana
  - Zillion
- Vespa
  - P
  - Allstate
  - Primavera
  - Ciao
- Yamaha
  - Slider
  - Aerox R
  - Aerox
  - BW's
  - FS1
  - Jog
  - JogR
  - JogRR
  - Neo's
  - Majesty
  - Mint
  - RD
  - Why
  - Zest
- Zinelli
  - Forte
  - Classico

## Lijst van elektrische scooters
- Emco
  - Nova
- NIU
  - MQi
  - NQi
  - UQi
- Piaggio
  - 1
- Silence
  - S01
  - S02
- Super Soco
  - CUX
  - CPx
- SYM
  - E-Fiddle IV
  - E-Mio
  - E-Xpro
- Unu
  - Standard Classic
  - Scooter Pro
- Vespa
  - Elettrica
  - Sprint S Elettrica
  - Primavera Elettrica